# Panhard & Levassor Type F
Der Panhard & Levassor Type F ist ein Pkw-Modell der 1900er Jahre. Hersteller war Panhard & Levassor in Frankreich.

## Beschreibung
Die Fahrzeuge haben einen von Arthur Constantin Krebs entwickelten Ottomotor. In den Motorcodes „O4I“ und „O4F“ steht das „O“ für diesen „Centaure“ genannten Motor und die „4“ für die Anzahl der Zylinder.
Im ersten Jahr 1902 stand nur der größere von zwei Vierzylinder-Reihenmotoren mit paarweise gegossenen Zylindern zur Verfügung. Er hat 110 mm Bohrung, 140 mm Hub und 5322 cm³ Hubraum. Er wurde auch 20 CV genannt. Dieses Modell wurde in dem Jahr auch Type F/H genannt. 1903 gab es außer der Bezeichnung Type F keine Veränderungen. 1904 und 1905 hieß er wieder Type F/H und war nun mit 24 CV eingestuft.
Der kleinere O4F-Motor hat 100 mm Bohrung, 130 mm Hub und 4084 cm³ Hubraum. Ihn gab es von April 1903 als 16 CV und von Anfang bis September 1904 als 18 CV.
Der Radstand beträgt zwischen 277 cm und 313 cm.
In Bezug auf Karosseriebauformen ist eine Limousine bekannt.
Von der Variante mit dem größeren Motor wurden von Juni 1902 bis Ende 1902 6Fahrzeuge hergestellt und in den Folgejahren 55, 100 und 15 bis März 1905. In Summe sind das 176 Stück, von denen 37 exportiert wurden. Die kleinere Version brachte es auf 3 und 14 Fahrzeuge in den beiden Kalenderjahren, von denen ein Fahrzeug exportiert wurde.